# Naglo D.I
Naglo D.I era un avión de caza cuatriplano alas construido por Naglo para la fuerza aérea alemana durante la Primera Guerra Mundial.

## Diseño y desarrollo
El D.I era un quadruplane que tenía las tres alas superiores con una cuerda constante, puntas cuadradas, sin barrido y el mismo envergadura. El más bajo de estos se adjuntó al fuselaje inferior, el del medio al fuselaje superior con un recorte para la visión hacia abajo. Los puntales interplano internos en forma de N mantenían el plano superior alto sobre el fuselaje en lugar de un cabane. Fuera de borda había un puntal N-interplane más entre cada ala, cuatro en total. Se colocaron alerones en las tres alas superiores. La cuarta ala, la más baja de todas, era bastante diferente, mucho más corta. Se montó independientemente de los otros tres, se fijó a una extensión de quilla dorsal y se sujetó a cada lado con un puntal en V desde aproximadamente la mitad del tramo hasta la raíz del ala superior. El D.I estaba propulsado por un motor Mercedes de seis cilindros refrigerado por agua, que impulsaba una hélice de dos palas con una gran ruleta abovedada que se mezclaba con los contornos redondos y convergentes del fuselaje. Las culatas y los escapes del motor estaban expuestos por encima del fuselaje, que en general parecía similar al del Albatros D.V y puede que se haya basado en él. El D.I tenía un tren de aterrizaje convencional fijo de un solo eje, el eje fijado al fuselaje inferior con un par de puntales en V y con un patín de cola en la parte trasera. El Naglo D.I realizó su primer vuelo en mayo de 1918 y participó en el segundo concurso de tipo D en Adlershof a mediados de 1918 y recibió comentarios complementarios sobre su calidad de construcción. Se notó la necesidad de mejorar las características de vuelo, por lo que Naglo decidió hacer modificaciones al D.I antes de enviarlo para más pruebas de vuelo.